# Wohnhaus Brautstraße 28
Das Wohnhaus Brautstraße 28, Ecke Gartenstraße, in Bruchhausen-Vilsen stammt aus dem 18. Jahrhundert. Aktuell (2022) ist hier auch eine Praxis untergebracht.
Das Gebäude steht unter Denkmalschutz (siehe auch Liste der Baudenkmale in Bruchhausen-Vilsen).

## Geschichte
Das eingeschossige Gebäude in Fachwerk mit Putzausfachungen, Krüppelwalmdach und Inschrift über dem Eingang („Anno 1760 Ora et Labora Rest. 1997“) wurde 1760 gebaut und ist eines der ältesten Häuser im Ort.

1997 fand eine große Sanierung statt.